# Strnad rolní
Strnad rolní (Emberiza rustica) je středně velký severský druh pěvce z čeledi strnadovitých. 

## Popis
Podobá se strnadu rákosnímu, od něhož se liší bílým břichem, červenohnědým kostřecem, červenohnědými tečkami na bocích a růžově hnědýma nohama. Samec má červenohnědý pás přes hruď a zadní část krku, černou hlavu s bílým nadočním proužkem a malou skvrnkou v příuší; samice mají tváře a temeno zbarvené více dohněda. Dospělí ptáci v prostém šatu a mladí ptáci jsou obtížně odlišitelní od strnada rákosního. 

## Výskyt
Hnízdí v bažinatých lesích, zimuje v jihovýchodní Asii.
Výjimečně zalétl také do České republiky, kde byl dosud zjištěn třikrát – v dubnu 1982 byl pozorován zpívající samec u Hroznětína (okres Karlovy Vary), v březnu 1986 zpívající samec u Dolní Lutyně (okres Karviná a v březnu 2001 opět samec u Ostravy-Heřmanic.

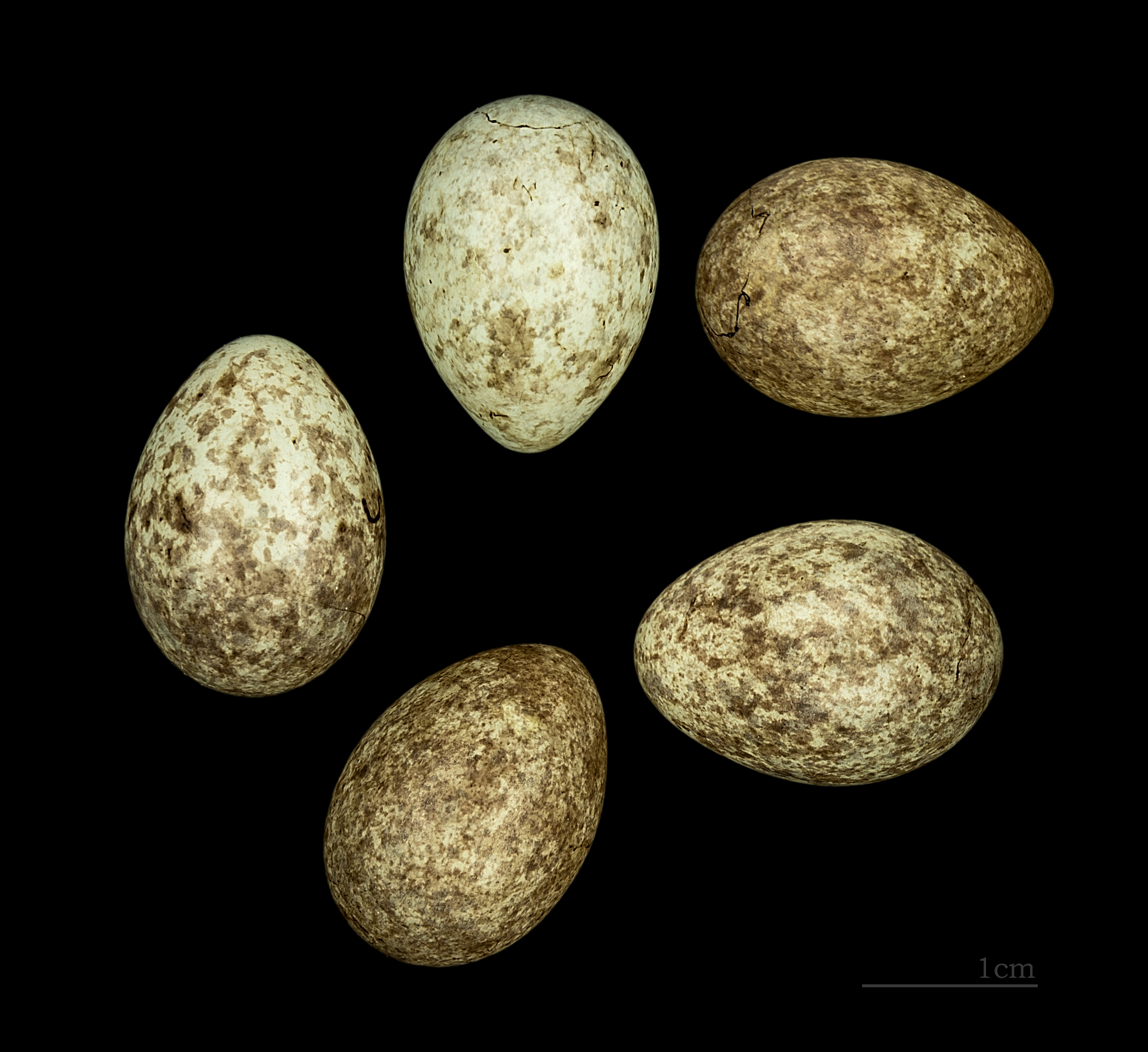
Emberiza rustica